# 赖科特
赖科特（Raikot），是印度旁遮普邦Ludhiana县的一个城镇。总人口24738（2001年）。

## 人口
该地2001年总人口24738人，其中男性13014人，女性11724人；0—6岁人口2946人，其中男1618人，女1328人；识字率66.07%，其中男性为70.00%，女性为61.71%。